# حارة حريك
حارة حريك هي جزء من الضاحية الجنوبية في بيروت، لبنان. تقع شمال غرب من مطار بيروت الدولي وتعتبر حارة حريك من المناطق الجميلة بعمرانها وشوارعها المتميزة، وهي مثال للعيش المشترك بين المسلمين الشيعة والمسحيين، في تموز 2006 قام الطيران الحربي الإسرائيلي بتدمير المنازل المدنية والبنية التحتية وحاليا تشهد إعادة اعمار وأصبحت أفضل مما كانت

## لمحة عامة
المقال الرئيسي الضاحية الجنوبية
المنطقة التي دمرت إلى حد كبير خلال عام 2006 في الصراع بين إسرائيل ولبنان.
قطن حارة حريك في البدء مجموعة من المسيحيين القادمين من كسروان وكانت تتكون من منازل (طابقين كحد أقصى)محاطة ببساتين الليمون. وفيما بعد أتت مجموعة من المواطنين الشيعة الذين استقروا فيها للعمل ثم أصبحوا جزءاً من نسيجها الاجتماعي وكانوا يعيشون مع المسيحيين في انسجام تام. إثر اندلاع الحرب اللبنانية تم تهجير مسيحيي حارة حريك وأدّى الاجتياح الإسرائيلي للجنوب إلى نزوح أعداد كبيرة من الشيعة إليها مما غيّر في واقعها الديموغرافي.
بعد انتهاء الحرب اللبنانية، لم يعد المسيحيين إلى حارة حريك للسكن كون أغلبيتهم الساحقة باعت أراضيها أثناء الحرب نظراً لحاجتها إلى المال. ولكن المسيحيين عادوا إلى حارة حريك اجتماعياً من خلال مشاركتهم في مجلس بلديتها المكون من 18 عضواً (10 شيعة و 8 مسيحيين) لا بل أن رئيس البلدية هو مسيحي. ينتمي معظم مسيحيي حارة حريك إلى التيار الوطني الحر الذي يتزعمه العماد ميشال عون وهو من حارة حريك. أما الشيعة فيدينون بالولاء بأغلبيتهم لحزب الله الذي يسكن عدد كبير من قياديه وأبرزهم أمينه العام السيد حسن نصرلله فيها.
أبرز عائلاتها المسيحية: دكاش، واكد، كسرواني، شويفاتي، تحومي
أبرز عائلاتها الشيعية: سليم، الأتات، المقداد، قاسم، حاطوم، الحركة.
تبعد حارة حريك 5 كلم (3.107 مي) عن بيروت عاصمة لبنان. ترتفع 30 م (98.43 قدم - 32.808 يارد) عن سطح البحر وتمتد على مساحة 182 هكتاراً (1.82 كلم²- 0.70252 مي²).

## حارة حريك في سطور
حارة حريك في التاريخ
نقل عن الروايات الشعبية أن أول من بنى حارة حريك في المكان المسمى حارة حريك هو رجل بني حارة يلقب ب «حريك» لحركته الدائمة التي لا تكل في تعاطيه مع أرضه فنسبت المحلة إليه. علما بأنه يوجد روايات أخرى منها تنسب الاسم إلى السريانية: ARAK أي أحرق واسم المفعول RIK، والاسم RIKUTA أي الاحتراق والالتهاب. في أواخر القرن التاسع عشر وأوائل القرن العشرين كانت بلدة حارة حريك تؤلف مع بلدة الشياح وبرج البراجنة قومسيون بلدي برئاسة رفقت باشا وكان يتألف المجلس البلدي من أعيان ومشايخ المنطقة. كانت البلدة تعد 2500 مواطن موارنة وشيعة وكانت الحاصلات في منطقة حارة حريك من الشرانق خمسة وثلاثون ألف إقة ومن الزيت عشر قناطير وفيها معمل واحد للحرير خاصة الخواجات أولاد يوسف الدكاش وعدد دواليبه ستون واتصلت بها طريق العربات في عهد واصا باشا وعدد حيواناتها الداجنة ألف. توقف القومسيون البلدي في سنوات الحرب العالمية الأولى ثم شكل لها مجلس بلدي جديد مستقل لها سنة 1918 وتوالت المجالس انتخاباً حتى يومنا هذا.
بئر العبد
كان الأمير فخر الدين المعني الثاني الكبير متوجهاً من قصره في صيدا إلى بيروت لمقابلة قناصل الدول الأجنبية تواكبه الحاشية عندما وصل إلى مكان يسمى «شعبانة» في صحراء الشويفات فترجل وصحبه عن الجياد يستريحون من تعب الرحلة وسط مرج قرب نبع ماء وبعدما أكلوا ما في الزوادة وشربوا وتابعوا طريقهم، وما كادوا يقطعون مسافة قصيرة حتى لاحظ الأمير فخر لدين أن طاسة الشراب الفضية المطعمة بالذهب والمهداة إليه من أحد الولاة ليست في الخرج فالتفت إلى حارسه وهو عبد قامته كالرمح طالباً إليه الرجوع إلى المرج ليأتيه بالطاسة التي نسيها هناك. وقفل العبد راجعاً إلى المرج فيما الأمير وأفراد الحاشية أكملوا سيرهم ومروا في المريجة وكان فيها جنازة فترجلوا عن خيولهم احتراما للميت واجتازوا بين المشيعين على أقدامهم ثم اعتلوا جيادهم وقادوها على مهل بانتظار انضمام العبد اليهم وما إن بلغوا المحلة المعروفة بالرادوف حتى سمعوا طلقاً نارياً يدوي فصرخ على أثره الأمير فخر الدين: العبد قتل. ولما سئل ما الذي حدا بك يا مولاي إلى القول أن العبد قتل؟ أجاب من المؤكد أن العبد شق الجنازة على فرسه دون أن يترجل لجهله عادات البلاد فأطلق أحدهم النار عليه. وبالفعل فقد لمح الأمير ومن معه فرساً تعدو جافلة لاحقة بهم ولما اقتربت منهم تبينوا أن العبد فوقها محني الرأس على رقبتها وممسكاً بشعرها وهو ينزف وعلم فيما بعد أن أمرأة شاهدت من نافذة بيتها أن العبد يخترق الجنازة بين جمهور المشيعين على ظهر فرسه فلم تطق استخفافه بحرمة الموت فتناولت البندقية وسددت رصاصة منها إليه وحملوا العبد إلى بئر قريبة من بساتين حارة حريك يسقوه ويغسلوا عنه دمائه إلا أن إصابته في الرئة كانت قاتلة فلفظ أنفاسه الأخيرة على حافة البئر ومنذ ذلك الحين سميت هذه المحلة بئر العبد.
قرانوح (المحلة)
اتخذت محلة قرانوح في حارة حريك - الغبيرة (قضاء بعبدا) اسمها من عائلة قرانوح، إذ جاء أحد أبناء هذه العائلة من بيروت، وافتتح له حانوتا لبيع السمانة والحبوب والسكاكر وما شابه.
صفير (المحلة)
قام جورج صفير، في مطلع السنة 1960 وهو من أهالي حارة حريك، بتشييد أول بناية فخمة متعددة الطبقات، وإلى جانبها محطة للبنزين، في أرض يملكها على طريق صيدا القديمة بين الشياح والحدث (قضاء بعبدا). ومنذ ذلك الحين أخذت البنايات ترتفع في محيط بناية صفير المذكورة. وهكذا عرفت تلك المحلة باسم صفير.

## أرقام
حارة حريك ـ محافظة جبل لبنان ـ قضاء بعبدا
المساحة: 181هكتار 1,810،000م2
عدد الوحدات السكنية: 22000 وحدة سكنية.
عدد الوحدات غير السكنية: 7500 وحدة (مستودع ومكتب ومحلات)
عدد السكان المسجلين: حوالي 25000 نسمة.
الارتفاع عن سطح البحر: 30 م.
البعد عن مركز القضاء: 4 كلم.
البعد عن مركز المحافظة: 4 كلم.

## معلومات عن حارة حريك
تتميز حارة حريك بموقعها كونها تقع وسط بلدات ساحل المتن الجنوبي بين بلدتي الحدث والشياح شرقاً وبرج البراجنة والمريجة من الجنوب والغبيري من الشمال، وتمتد حتى شاطئ البحر غرباً.. ما حوّلها إلى مركز حيوي لهذه البلدات. وهي تعتبر بلدة ساحلية، وقد اشتهرت قديما بزراعة التوت والحمضيات وصناعة الحرير أما اليوم فهي مدينة بكل ما للكلمة من معنى، يوجد في بلدة حارة حريك اليوم عدد لا يستهان به من المؤسسات الرسمية والخاصة. والمدارس الرسمية والخاصة ومثلها من المعاهد الفنية ـ محلات تجارية متنوعة وصناعات خفيفة متعددة. وعدد من المراكز الصحية والجمعيات الخيرية والثقافية والاجتماعية.
لا يختلف اثنان على أن حارة حريك هي فضلاً عن كونها بلدة المقاومة والعيش المشترك، هي مركز الضاحية الجنوبية تجارياً مع مميزات اقتصادية هامة، إضافة إلى فرادتها كـ «عاصمة» للكتاب الإسلامي حيث تنتشر فيها دور النشر الإسلامية والمطابع على أنواعها بكثافة.
في الحارة يمكنك ان تلاحظ أموراً كثيرة تبرز تنوعها الاجتماعي فالى جوار المسجد الكبير تقع الكنيسة واوقاف الطائفة المارونية.. وفي بلديتها يمكنك ان تجد رئيس البلدية المسيحي ونائبه الشيعي.. إضافة إلى الموظفين الذين ينتمون إلى كلتا الطائفتين اللتين تشكلان نسيج البلدة الاجتماعي.
الحنين إلى «الحارة» قد يكون القاسم المشترك بين ابنائها، وهو ما يدفعهم إلى التضامن فيما بينهم لمواجهة كل خطر قد يتهددها، فيعتبر المختار جوزيف كنعان (مختار حي الكنيسة) أن «الحرب نجحت في تهجير أبناء الحارة، لكنها لم تستطع محو الذكريات الجميلة التي يحملونها في نفوسهم عن الماضي، حيث كانت البلدة تشبه القرية إلى حد بعيد: بساتين ممتدة، وزقزقة العصافير، وبيوت منتشرة في تلك المساحة الخضراء، لا يمكنك أن تميز بين مسلميها ومسيحييها».
ويفتخر المختار وهيب أبي نادر كثيرًا بقريته حارة حريك، حيث ولد وتربّى وتعلّم، «فهي مثال للعيش المشترك، حيث كان الأهالي يدًا واحدة وقلبًا واحدًا، يحيون المناسبات بشكل موّحد، ويلتقون في الأفراح والأحزان، ويتشاركون لقمة العيش». ويشعر بحنين كبير لتلك الأيام السالفة، «لزواريب الحارة مرتع الطفولة ومطلع الشباب، حيث كانت تفوح رائحة زهر الليمون من بساتينها التي كنا نحسد عليها».
العيش المشترك الذي ينشده أبناء الحارة ويعيشون تفاصيله تجد ترجمة عملية له في مسارعتهم جميعاً خصوصاً المسيحيين المقيمين خارجها إلى التطوع للمساهمة في إزالة آثار العدوان الإسرائيلي صيف العام 2006 بجهود كبيرة التقت مع جهود أبناء المنطقة وفي مقدمتهم حزب الله والمجلس البلدي فأنتجت سرعة قياسية في انجاز ازالة الركام. وبشرّت بتحقيق «وعد» إعادة الاعمار.. لتعود الحارة كما كانت لا بل أجمل بسرعة قياسية.
ويبدي المختار سمير النقور تفاؤلاً كبيرًا بالمستقبل، حيث أن "الأمور بالبلدة تحسنت كثيراً، مقارنة مع الظروف التي مرت علينا. وهذا ما يعززه وجود المقاومة التي نتمسك بسلاحها الذي حرر الأرض، وهو الضمانة في وجه التهديدات الإسرائيلية". ويدعو النقور أهالي بلدته حارة حريك "عاصمة المقاومة" كما يسميها، إلى أن يكونوا يدًا واحدة، لكي يستحقوا هذا الاسم لبلدتهم، ولأنه لا خيار لديهم إلا التوحد والتعاون في سبيل خدمة بلدتهم ووطنهم".
واذا كانت حارة حريك تعتبر بلدة سكنية بامتياز، حيث تنتشر فيها المباني ذات النمط العمراني الحديث والمتقارب من حيث الشكل الخارجي، خصوصاً في أحيائها الجديدة، إضافة إلى البلدة القديمة، فان تزايد عدد سكان في البلدة أفقدها الكثير من المباني ذات الطريقة المعمارية القديمة لتحل محلها المباني الجديدة بأدوارها المرتفعة.
وعلى الرغم من الكثافة العمرانية فان الحارة تتميز بوجود الطرقات الفسيحة التي تقطع احيائها من الشمال إلى الجنوب فضلاً عن أوتوسترادين رئيسيين (شارع الشهيد السيد هادي نصر الله، وأوتوستراد الحازمية طريق المطار)، ووجود الطرقات الفسيحة إضافة إلى الموقع الوسطي لحارة حريك في قلب الضاحية اعطاها ميزة على المستوى التجاري حيث تنتشر فيها المحلات التجارية بصورة كثيفة وبتنوع قد يشمل جميع الاحتياجات.. هذا إضافة إلى المطاعم والمقاهي وغيرها من المؤسسات التي تبيع الملبوسات والادوات المنزلية والكهربائية والمفروشات والتي تتركز في شارع بئر العبد وشارع المقاومة والتحرير واوتوستراد الشهيد هادي نصرالله، وبعض الشوارع المتفرعة منها.
والى جانب التجارة اشتهرت حارة حريك منذ سنوات طويلة بالكتاب، حيث تعتبر موئلاً لعدد كبير من دور النشر التي تتخذ من الحارة مركزا رئيسياً لها إضافة إلى عدد من المطابع الكبيرة، ومعارض الكتب الدائمة، كما انها تشهد سنوياً العديد من النشاطات الثقافية الهامة كمعرض المعارف للكتاب العربي والدولي إضافة إلى المعارض والامسيات الثقافية الأخرى والتي يجري بعضها في قاعة بلدية حارة حريك. هذا إضافة إلى مسجد الإمامين الحسنين (ع) والذي يضم العديد من المرافق الثقافية بينها قاعة الزهراء ومكتبة المسجد.
وعلى المستوى الصحي فان حارة حريك تضم عدداً كبيراً من العيادات الطبية الخاصة والمراكز الصحية والمستوصفات إلى جانب مستشفى «الساحل»، ومستشفى «بهمن» الذي يعد من كبريات المستشفيات في لبنان.

## بلدية حارة حريك
بلدية حارة حريك
بعد الانتخابات البلدية التي شهدها لبنان في ربيع 2010 تم اختيار مجلس بلدي جديد في حارة حريك بالتزكية وهو يضم السادة الأعضاء:
رئيس البلدية زياد واكد
نائب رئيس البلدية أحمد حاطوم
رئيس البلدية السابق سمير دكاش
عضو المجلس البلدي أحمد سليم
عضو المجلس البلدي إلياس النتحومي
عضو المجلس البلدي أنطوان صهيون
عضو المجلس البلدي سامي عضيمة
عضو المجلس البلدي عبده كسرواني
عضو المجلس البلدي علي الحركة
عضو المجلس البلدي علي سليم
عضو المجلس البلدي علي المقداد
عضو المجلس البلدي فخري علامة
عضو المجلس البلدي كمال قاسم
عضو المجلس البلدي لينا الأثاث
عضو المجلس البلدي محمد عوالي
وترعى بلدية حارة حريك نشاطات ثقافية ورياضية عديدة إضافة إلى تنظيمها نشاطات بيئية متنوعة ما يؤكد مستوى الاهتمام الذي توليه البلدية للبيئة حيث أنشأ المجلس البلدي لجنة خاصة تعنى بهذا الجانب وتتولى تنظيم الشؤون البيئية. وفي الفترة الماضية، أنجزت هذه اللجنة - بحسب الإمكانات المتاحة - عدداً من المشاريع والأنشطة بالتعاون مع عدد من الجمعيات والتي تهدف إلى المحافظة على البيئة وحث الناس على الاهتمام بهذا الجانب. فقد قامت البلدية بغرس ألاف الاشجار وبإنشاء العديد من الحدائق والوسطيات وتقوم فرق الأشغال في البلدية دوريا بصيانة هذه المزروعات وبرش المبيدات ضد الحشرات والقوارض. كما تقوم الفرق الفنية بنقل ورفع الردميات من مخلّفات الأشغال المختلفة.
وبهدف نشر الثقافة البيئية وتفعيل النشاط البيئي، قامت بلدية حارة حريك بسلسلة من الأنشطة هي عبارة عن مجموعة من المحاضرات البيئية الشهرية التي يلقيها مختصون في هذا المجال. بالإضافة إلى تخصيص يوم بلدي بيئي مفتوح يتم خلاله القيام بحملة إعلامية وترويجية.
وفي الجانب الرياضي ترعى البلدية العديد من النشاطات أبرزها مهرجان الشهيد هادي نصر الله السنوي والذي تنظمه التعبئة الرياضية في حزب الله، ويضم المهرجان العديد من النشاطات الرياضية المتنوعة.

## تفجير حارة حريك 2014
انفجرت في 21 يناير 2014 سيارة مفخخة في شارع الشهيد أحمد القصير في حارة حريك في عملية تبنتها جبهة النصرة في لبنان. واسفرت العملية عن 4 قتلى من بينهم منفد العملية وعشرات الجرحى.